# Quảng Ngần
Quảng Ngần là một xã thuộc huyện Vị Xuyên, tỉnh Hà Giang, Việt Nam.

## Địa lý
Xã Quảng Ngần có vị trí địa lý:
- Phía đông giáp xã Việt Lâm
- Phía tây giáp xã Thượng Sơn
- Phía nam giáp huyện Bắc Quang
- Phía bắc giáp xã Cao Bồ.

Xã Quảng Ngần có diện tích 64,73 km², dân số năm 2019 là 2.532 người, mật độ dân số đạt 39 người/km².

## Hành chính
Xã Quảng Ngần được chia thành 8 thôn, bản: Bản Chang, Khuổi Hóp, Nậm Trang, Nậm Thăm, Nậm Thín, Nậm Quảng, Khuối Chẩu, Nậm Ngạn.

## Lịch sử
Trước đây, Quảng Ngần là một xã thuộc huyện Bắc Quang.
Ngày 18 tháng 11 năm 1983, Hội đồng Bộ trưởng ban hành Quyết định 136-HĐBT về việc chuyển xã Quảng Ngần thuộc huyện Bắc Quang về huyện Vị Xuyên quản lý.
Ngày 29 tháng 1 năm 1997, Chính phủ ban hành Nghị định 8-CP về việc thành lập xã Tân Thành thuộc huyện Bắc Quang trên cơ sở điều chỉnh 1.800,5 ha diện tích tự nhiên và 369 nhân khẩu của xã Quảng Ngần thuộc huyện Vị Xuyên.
Sau khi điều chỉnh địa giới hành chính, xã Quảng Ngần còn lại 8.629,5 ha diện tích tự nhiên và 1.380 nhân khẩu.